# HD59635
HD59635 — хімічно пекулярна зоря спектрального класу B5, що має видиму зоряну величину в смузі V приблизно  5,4.
Вона  розташована на відстані близько 556,6 світлових років від Сонця.

## Пекулярний хімічний склад
Зоряна атмосфера HD59635 має підвищений вміст 
Si
.